# چاکال‌دره (جیحان)
چاکال‌دره (شغال‌دره) {{ترکی|Çakaldere) (به کردی: Çeqaldere) یک منطقهٔ مسکونی در ترکیه است که در جیحان واقع شده‌است.